# Iphinoe gurjanovae
Iphinoe gurjanovae är en kräftdjursart som beskrevs av Lomakina 1960. Iphinoe gurjanovae ingår i släktet Iphinoe och familjen Bodotriidae. Inga underarter finns listade i Catalogue of Life.